# Antoxantina

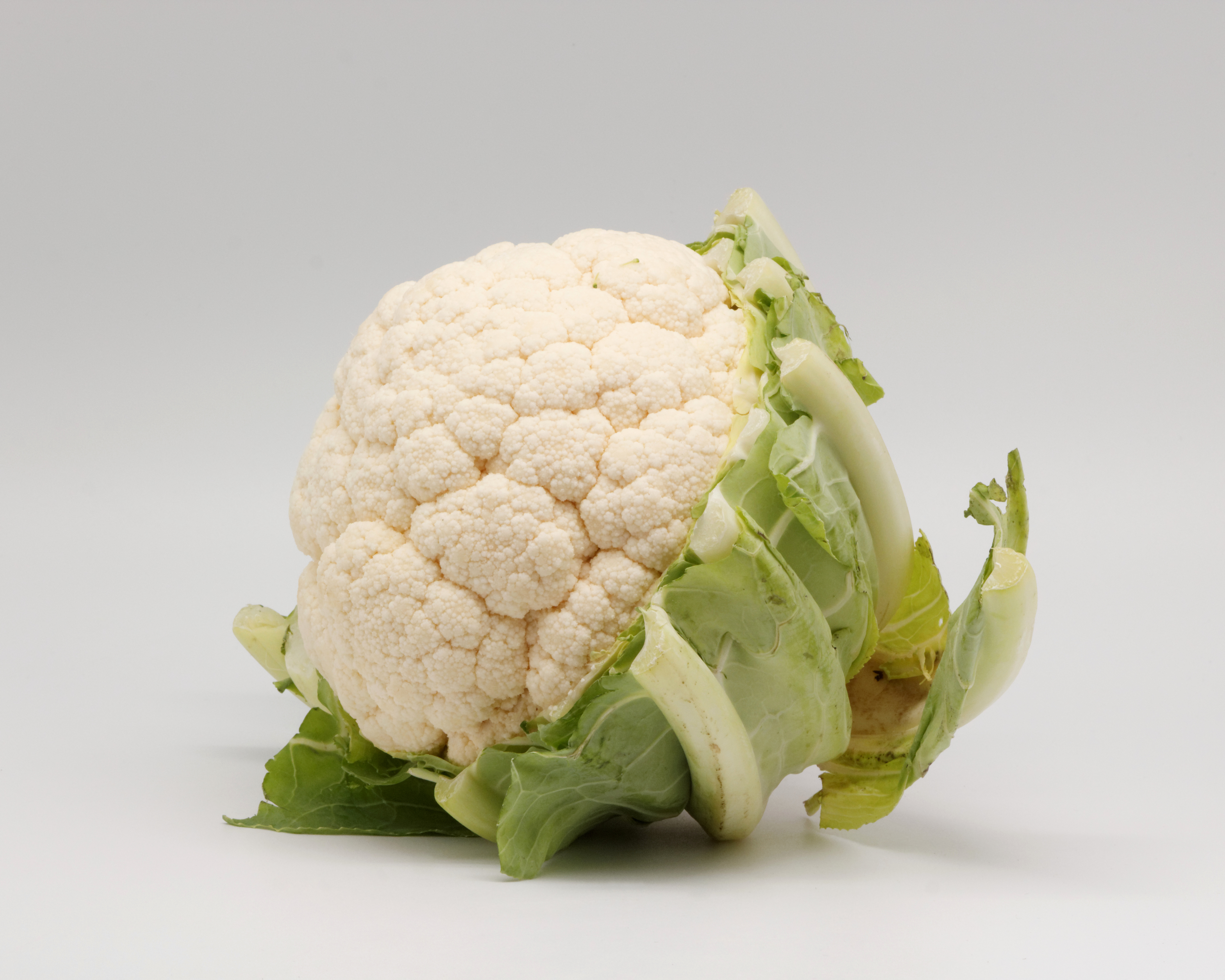
La coliflor blanca tiene pigmentos de antoxantina

Las Antoxantinas son un tipo de pigmentos Flavonoide, característicos de las plantas. Son pigmentos solubles en agua con un rango de color que va desde el blanco o incoloro, hasta el crema o amarillo, a menudo en los pétalos de las flores.
El color de las antoxantinas es generalmente blanco en medio ácido y amarillo en un medio alcalino. Estos pigmentos son muy susceptibles a cambios en el color con minerales e iones metálicos, similar a lo que sucede con las Antocianinas.
Como todos los flavonoides, las Antoxantinas presentan propiedades antioxidantes, y en el ámbito nutricional son de gran importancia y en ocasiones son utilizados como aditivos alimentarios. El pardeamiento con hierro es particularmente prominente en productos alimentarios. Los pigmentos de tipo Antoxantina se caracterizan por tener más variedad que las de tipo antocianina.